# Jean Claret
Jean Claret, né le 1er mai 1836 à Chambéry et mort le 25 décembre 1907 à Clermont-Ferrand, est un entrepreneur ayant œuvré dans le domaine des travaux publics et des tramways électriques depuis le milieu du XIXe siècle jusqu'au début du XXe. Il a été commissaire général de l'exposition internationale de Lyon de 1894.

## Biographie
Il réalise de nombreux travaux de génie civil dans diverses villes puis construit plusieurs réseaux de tramways :
- le tramway de Clermont-Ferrand en 1890[6] ;
- le tramway de l'Exposition de 1894 à Lyon;
- le tramway de Romainville ;
- le tramway d'Enghien à la Trinité ;
- le tramway de La Bourboule ;
- le funiculaire de La Bourboule ;
- le chemin de fer de Clermont-Ferrand au sommet du puy de Dôme ;
- le tramway de Grenoble à Chapareillan ;
- le fort de Bron ;
- le barrage-écluse de la Mulatière ;
- le mur d'enceinte de Croix-Luizet à Gerland[7].

## Distinction
Jean Claret est fait chevalier de la Légion d'honneur le 10 juillet 1885 et promu officier le 7 mai 1895.